# Едуардо Гутьєррес
Едуардо Гутьєррес Вальдівія (ісп. Eduardo Gutiérrez Valdivia; нар. 2 вересня 1922) — болівійський футболіст, що грав на позиції воротаря за клуб «Інгаві», а також національну збірну Болівії. Старший брат Беніньйо Гутьєрреса‎.

## Клубна кар'єра
У футболі відомий виступами у команді «Інгаві», кольори якої і захищав протягом усієї своєї кар'єри гравця. 

## Виступи за збірну
1947 року дебютував в офіційних матчах у складі національної збірної Болівії. Протягом кар'єри у національній команді провів у її формі 20 матчів.
У складі збірної був учасником трьох чемпіонатів Південної Америки: 1947 року в Еквадорі, 1949 року у Бразилії, 1953 року у Перу.
У складі збірної був учасником чемпіонату світу 1950 року у Бразилії, де зіграв в розгромно програному матчі з Уругваєм (0-8).